# Cases Soler Bohigas
Les Cases Soler Bohigas són un parell d'edificis del centre de Terrassa (Vallès Occidental), protegits com a bé cultural d'interès local. Se situen al carrer de Sant Jaume, just al costat de la Casa Soteras, seu de l'antic Banc de Terrassa.

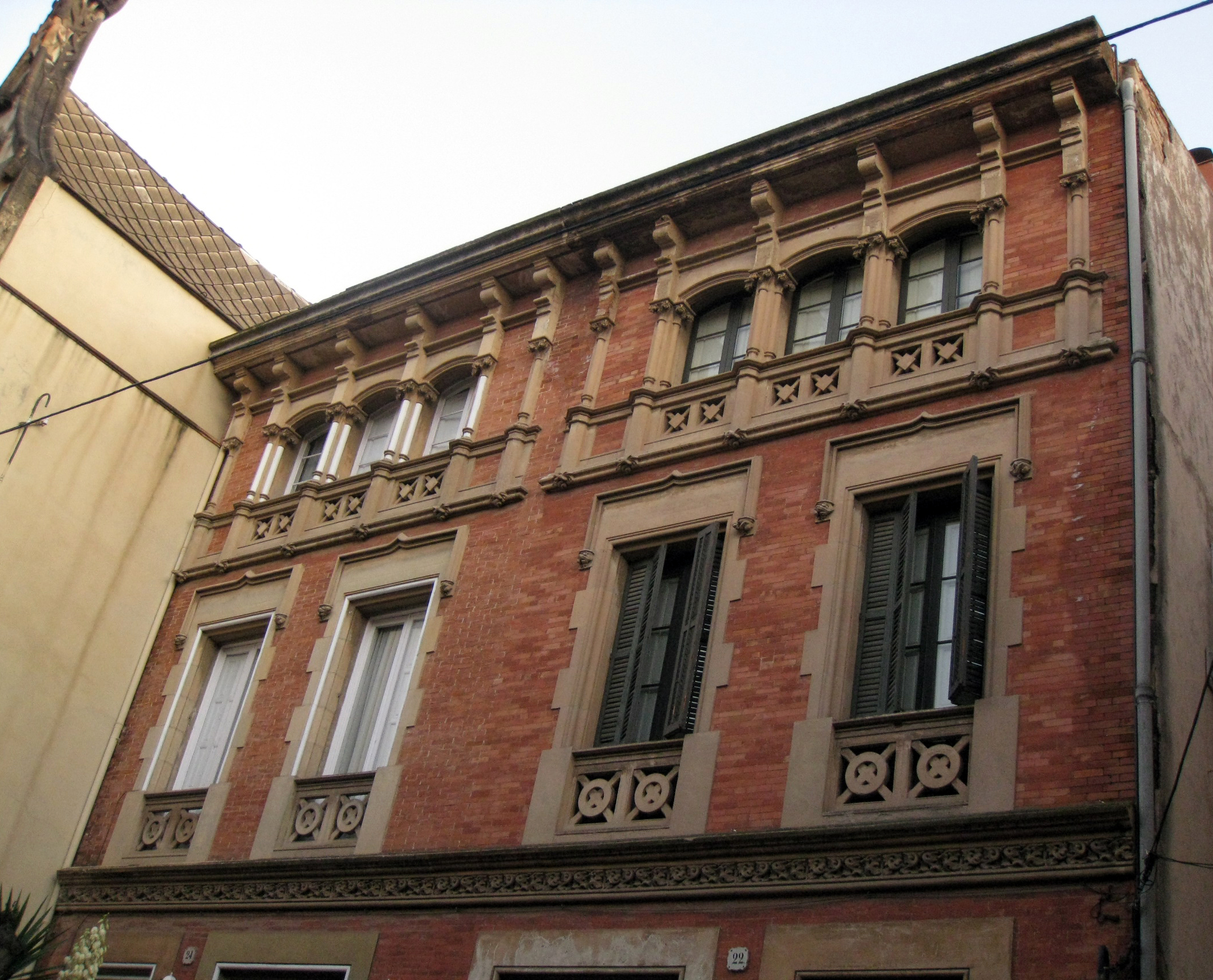
Detall de la part superior de la façana

Aquest edifici conté dos habitatges aparedats. Està construït en perpendicular respecte a la línia de façana del carrer. Aquest espai ve ocupat per un petit pati a la manera anglesa, amb una tanca de maó i reixa de ferro.
Consten de planta baixa, principal i pis superior. Són fets d'obra vista, exceptuant els perfils de les obertures, d'esquema vertical als dos primers pisos, que són fets de pedra tallada en carreus, amb trencaaigües neogòtics. Les línies d'imposta també són de pedra.
Cal destacar-ne les façanes posteriors, fetes de fusta i vidre, que s'obren als jardins de les cases.